# Bandera de Malasia
La bandera nacional de Malasia fue adoptada el 16 de septiembre de 1963.

## Diseño
Su diseño es muy semejante a la Bandera de los Estados Unidos, aunque probablemente no se pretendió imitarla sino recordar la bandera de la Compañía Británica de las Indias Orientales, en la que parece que también se inspiró la norteamericana. La bandera malaya cuenta con franjas horizontales del mismo tamaño de color rojo y blanco y un cuadrante de color azul en el cantón. Las franjas rojas y blancas suman catorce y simbolizan los trece estados federados malayos y la federación malaya. En el cantón aparecen un decreciente, un símbolo islámico, y una estrella (Venus) de catorce puntas que representa, como las franjas, los estados malayos y la federación que forman. Tanto el creciente como la estrella son de color amarillo, símbolo de la monarquía de Malasia y figuran en la parte superior del escudo de armas nacional.
El 31 de agosto de 1997, el primer ministro Mahathir bin Mohammad aprobó la concesión a la bandera de un nombre, Jalur Gemilang, "Gloriosas Franjas". 

## Otras banderas

Bandera de la Armada
Bandera de la Marina Mercante
Estandarte real
La primera bandera propuesta
La segunda bandera propuesta
La tercera bandera propuesta

## Banderas históricas

Bandera de Majapahit
Bandera del Fuerte Portugués de Malaca, una colonia del Imperio Portugués desde 1511 hasta 1641
Bandera de la Compañía Neerlandesa de las Indias Orientales en la Ciudad Holandesa y Fuerte de Malaca desde 1641 hasta 1795
Bandera del Reino de Gran Bretaña. Utilizada por las fuerzas británicas durante la ocupación británica intermitente por las guerras napoleónicas desde 1795 hasta 1801
Bandera del Reino Unido de Gran Bretaña e Irlanda desde 1801 hasta 1818
Bandera del Reino Unido de los Países Bajos desde 1818 hasta 1825
Bandera de la Compañía Británica de las Indias Orientales desde 1826 hasta 1895
Bandera del Reino de Sarawak desde 1870 hasta 1946
Bandera de Borneo Septentrional desde 1882 hasta 1948
Bandera de la Colonia Británica del Norte de Borneo desde 1948 hasta 1963
Bandera de la Colonia Británica de Sarawak desde 1946 hasta 1963
Bandera de la Colonia Británica de Labuan desde 1912 hasta 1946
Bandera de las Colonias de los Estrechos desde 1874 hasta 1942
Bandera de Penang desde 1946 hasta 1949
Bandera de Malaca desde 1946 hasta 1957
Bandera de los Estados Federados Malayos desde 1896 hasta 1950
Bandera de la Federación Malaya desde 1950 hasta 1963

## Banderas similares

Bandera de los Estados Unidos
Bandera de Liberia
Bandera del Atolón Bikini